# GBU-12 Paveway II
A GBU-12 Paveway é uma bomba guiada a laser americana, baseada na Mk-82, mas com uma mira a laser e canaletas para aumentar a precisão. Introduzida em serviço em 1976. Em uso pela USAF, US Navy, US Marine Corps, e várias forças aéreas da OTAN.